# Kohei Isa
Kohei Isa (伊佐 耕平 Isa Kohei?, Hyogo, 23 de noviembre de 1991) es un futbolista japonés que juega como delantero en el Oita Trinita.

## Trayectoria

### Clubes
| Club         | País  | Año   |
| ------------ | ----- | ----- |
| Oita Trinita | Japón | 2014- |